# Giải bóng đá Cúp Quốc gia 2019
Giải bóng đá Cúp Quốc gia 2019, tên gọi chính thức là Giải bóng đá Cúp Quốc gia Bamboo Airways 2019 (tiếng Anh: Bamboo Airways National Cup 2019) vì lý do tài trợ, là mùa giải thứ 27 của Giải bóng đá Cúp Quốc gia do Công ty Cổ phần Bóng đá chuyên nghiệp Việt Nam (VPF) tổ chức. Giải đấu diễn ra từ ngày 29 tháng 3 đến ngày 31 tháng 10 năm 2019, với sự tham gia của 26 câu lạc bộ bóng đá thuộc hai giải V.League 1 và V.League 2. Đây là năm đầu tiên hãng hàng không Bamboo Airways trở thành nhà tài trợ chính cho giải đấu. Đội vô địch mùa giải này sẽ đại diện cho Việt Nam tham dự Cúp AFC 2020 và thi đấu trận Siêu cúp Quốc gia 2019.

## Thể thức thi đấu
Các câu lạc bộ bốc thăm từng cặp, thi đấu theo thể thức loại trực tiếp một lượt trận. Nếu tỷ số hòa sau khi kết thúc 90 phút thi đấu chính thức, hai đội sẽ thi đá luân lưu 11m để xác định đội thắng.

## Phân loại giải đấu
| Vòng đấu  | Số đội bóng vào thẳng                                                                                          | Số đội bóng từ vòng đấu trước |
| --------- | --- | ----------------------------- |
| Vòng loại | 20 đội từ V.League 1 và V.League 2                                                                             | —                             |
| Vòng 1/8  | 4 đội có thành tích tốt nhất mùa giải trước 2 đội "may mắn" (được bốc thăm vào vị trí không phải đá vòng loại) | 10 đội thắng vòng loại        |
| Tứ kết    | — | 8 đội thắng vòng 1/8          |
| Bán kết   | — | 4 đội thắng vòng tứ kết       |
| Chung kết | — | 2 đội thắng vòng bán kết      |

## Mã số thi đấu các đội
Dưới đây là mã số thi đấu của các đội, được quyết định tại lễ bốc thăm ngày 8 tháng 1 năm 2019. Mã số này sẽ xác định đội nào sẽ thi đấu trên sân nhà tại vòng nào. Các đội in đậm đội được đặc cách vào vòng 1/8.
| Mã số | Đội                           |
| ----- | ----------------------------- |
| 01    | Becamex Bình Dương            |
| 02    | Xi măng Fico Tây Ninh         |
| 03    | Đồng Tháp                     |
| 04    | Bình Định                     |
| 05    | Sài Gòn                       |
| 06    | An Giang                      |
| 07    | Sanna Khánh Hòa Biển Việt Nam |
| 08    | Than Quảng Ninh               |
| 09    | Hoàng Anh Gia Lai             |
| 10    | Đắk Lắk                       |
| 11    | Sông Lam Nghệ An              |
| 12    | Quảng Nam                     |
| 13    | Phù Đổng                      |
| 14    | Hà Nội                        |
| 15    | Hồng Lĩnh Hà Tĩnh             |
| 16    | Huế                           |
| 17    | Dược Nam Hà Nam Định          |
| 18    | Long An                       |
| 19    | Xổ số kiến thiết Cần Thơ      |
| 20    | Bình Phước                    |
| 21    | Viettel                       |
| 22    | Thành phố Hồ Chí Minh         |
| 23    | Phố Hiến                      |
| 24    | Thanh Hóa                     |
| 25    | Hải Phòng                     |
| 26    | SHB Đà Nẵng                   |

## Giải thưởng
| Vòng đấu     | Tiền thưởng       |
| ------------ | ----------------- |
| Vòng loại    | 10.000.000 VND    |
| Vòng 1/8     | 20.000.000 VND    |
| Vòng tứ kết  | 30.000.000 VND    |
| Đồng hạng ba | 200.000.000 VND   |
| Á quân       | 500.000.000 VND   |
| Vô địch      | 1.000.000.000 VND |

## Lịch thi đấu
Lịch thi đấu Giải bóng đá Cúp Quốc gia 2019 được VPF ban hành ngày 31 tháng 1 năm 2019.
| Vòng đấu       | Ngày thi đấu                                  |
| -------------- | --------------------------------------------- |
| Vòng loại      | 29 tháng 3, 30 tháng 3 và 31 tháng 3 năm 2019 |
| Vòng 1/8       | 28 tháng 6, 29 tháng 6 và 30 tháng 6 năm 2019 |
| Vòng tứ kết    | 3 tháng 7 và 4 tháng 7 năm 2019               |
| Vòng bán kết   | 27 tháng 10 năm 2019                          |
| Trận chung kết | 31 tháng 10 năm 2019                          |

## Sơ đồ thi đấu
|  | Vòng loại                | Vòng loại                 |                          |       | Vòng 16 đội | Vòng 16 đội |  |  | Tứ kết | Tứ kết |  |  | Bán kết | Bán kết |  |  | Chung kết | Chung kết |
|  |                          |                           |                          |       |             |             |  |  |        |        |  |  |         |         |  |  |           |           |
|  | 29 tháng 3 – TP.HCM      |                           |                          |       |             |             |  |  |        |        |  |  |         |         |  |  |           |           |
|  |                          |                           |                          |       |             |             |  |  |        |        |  |  |         |         |  |  |           |           |
|  | Sài Gòn                  | 6                         |                          |       |             |             |  |  |        |        |  |  |         |         |  |  |           |           |
|  | Sài Gòn                  | 6                         | 29 tháng 6 – TP.HCM      |       |             |             |  |  |        |        |  |  |         |         |  |  |           |           |
|  | Bình Định                | 1                         |                          |       |             |             |  |  |        |        |  |  |         |         |  |  |           |           |
|  | Bình Định                | 1                         | Sài Gòn                  | 4     |             |             |  |  |        |        |  |  |         |         |  |  |           |           |
|  | 29 tháng 3 – Khánh Hòa   |                           | Sài Gòn                  | 4     |             |             |  |  |        |        |  |  |         |         |  |  |           |           |
|  |                          | An Giang                  | 2                        |       |             |             |  |  |        |        |  |  |         |         |  |  |           |           |
|  | Sanna Khánh Hòa BVN      | An Giang                  | 2                        | 0     |             |             |  |  |        |        |  |  |         |         |  |  |           |           |
|  | Sanna Khánh Hòa BVN      |                           | 4 tháng 7 – TP.HCM       | 0     |             |             |  |  |        |        |  |  |         |         |  |  |           |           |
|  | An Giang                 | 2                         |                          |       |             |             |  |  |        |        |  |  |         |         |  |  |           |           |
|  | An Giang                 | 2                         | Sài Gòn                  | 0     |             |             |  |  |        |        |  |  |         |         |  |  |           |           |
|  |                          |                           | Sài Gòn                  | 0     |             |             |  |  |        |        |  |  |         |         |  |  |           |           |
|  |                          | Becamex Bình Dương        | 1                        |       |             |             |  |  |        |        |  |  |         |         |  |  |           |           |
|  |                          | Becamex Bình Dương        | 1                        |       |             |             |  |  |        |        |  |  |         |         |  |  |           |           |
|  | 30 tháng 6 – Bình Dương  |                           |                          |       |             |             |  |  |        |        |  |  |         |         |  |  |           |           |
|  |                          |                           |                          |       |             |             |  |  |        |        |  |  |         |         |  |  |           |           |
|  | Becamex Bình Dương       | 5                         |                          |       |             |             |  |  |        |        |  |  |         |         |  |  |           |           |
|  | Becamex Bình Dương       | 5                         | 29 tháng 3 – Đồng Tháp   |       |             |             |  |  |        |        |  |  |         |         |  |  |           |           |
|  |                          | Xi măng Fico Tây Ninh     | 0                        |       |             |             |  |  |        |        |  |  |         |         |  |  |           |           |
|  | Đồng Tháp                | Xi măng Fico Tây Ninh     | 0                        | 3     |             |             |  |  |        |        |  |  |         |         |  |  |           |           |
|  | Đồng Tháp                |                           | 27 tháng 10 – Bình Dương | 3     |             |             |  |  |        |        |  |  |         |         |  |  |           |           |
|  | Xi măng Fico Tây Ninh    | 4                         |                          |       |             |             |  |  |        |        |  |  |         |         |  |  |           |           |
|  | Xi măng Fico Tây Ninh    | 4                         | Becamex Bình Dương       | 1     |             |             |  |  |        |        |  |  |         |         |  |  |           |           |
|  |                          |                           | Becamex Bình Dương       | 1     |             |             |  |  |        |        |  |  |         |         |  |  |           |           |
|  |                          | Quảng Nam                 | 2                        |       |             |             |  |  |        |        |  |  |         |         |  |  |           |           |
|  |                          | Quảng Nam                 | 2                        |       |             |             |  |  |        |        |  |  |         |         |  |  |           |           |
|  | 29 tháng 6 – Nghệ An     |                           |                          |       |             |             |  |  |        |        |  |  |         |         |  |  |           |           |
|  |                          |                           |                          |       |             |             |  |  |        |        |  |  |         |         |  |  |           |           |
|  | Sông Lam Nghệ An         | 2 (8)                     |                          |       |             |             |  |  |        |        |  |  |         |         |  |  |           |           |
|  | Sông Lam Nghệ An         | 2 (8)                     | 30 tháng 3 – Hà Nội      |       |             |             |  |  |        |        |  |  |         |         |  |  |           |           |
|  |                          | Quảng Nam (p)             | 2 (9)                    |       |             |             |  |  |        |        |  |  |         |         |  |  |           |           |
|  | Phù Đổng                 | Quảng Nam (p)             | 2 (9)                    | 0     |             |             |  |  |        |        |  |  |         |         |  |  |           |           |
|  | Phù Đổng                 |                           | 3 tháng 7 – Quảng Nam    | 0     |             |             |  |  |        |        |  |  |         |         |  |  |           |           |
|  | Quảng Nam                | 1                         |                          |       |             |             |  |  |        |        |  |  |         |         |  |  |           |           |
|  | Quảng Nam                | 1                         | Quảng Nam (p)            | 0 (5) |             |             |  |  |        |        |  |  |         |         |  |  |           |           |
|  |                          |                           | Quảng Nam (p)            | 0 (5) |             |             |  |  |        |        |  |  |         |         |  |  |           |           |
|  |                          | Hoàng Anh Gia Lai         | 0 (4)                    |       |             |             |  |  |        |        |  |  |         |         |  |  |           |           |
|  | Than Quảng Ninh          | Hoàng Anh Gia Lai         | 0 (4)                    |       |             |             |  |  |        |        |  |  |         |         |  |  |           |           |
|  | 28 tháng 6 – Quảng Ninh  |                           |                          |       |             |             |  |  |        |        |  |  |         |         |  |  |           |           |
|  |                          |                           |                          |       |             |             |  |  |        |        |  |  |         |         |  |  |           |           |
|  | Than Quảng Ninh          | 2 (4)                     |                          |       |             |             |  |  |        |        |  |  |         |         |  |  |           |           |
|  | Than Quảng Ninh          | 2 (4)                     | 31 tháng 3 – Đắk Lắk     |       |             |             |  |  |        |        |  |  |         |         |  |  |           |           |
|  |                          | Hoàng Anh Gia Lai (p)     | 2 (5)                    |       |             |             |  |  |        |        |  |  |         |         |  |  |           |           |
|  | Đắk Lắk                  | Hoàng Anh Gia Lai (p)     | 2 (5)                    | 0     |             |             |  |  |        |        |  |  |         |         |  |  |           |           |
|  | Đắk Lắk                  |                           | 31 tháng 10 – Quảng Nam  | 0     |             |             |  |  |        |        |  |  |         |         |  |  |           |           |
|  | Hoàng Anh Gia Lai        | 2                         |                          |       |             |             |  |  |        |        |  |  |         |         |  |  |           |           |
|  | Hoàng Anh Gia Lai        | 2                         | Quảng Nam                | 1     |             |             |  |  |        |        |  |  |         |         |  |  |           |           |
|  | 30 tháng 3 – Long An     |                           | Quảng Nam                | 1     |             |             |  |  |        |        |  |  |         |         |  |  |           |           |
|  |                          | Hà Nội                    | 2                        |       |             |             |  |  |        |        |  |  |         |         |  |  |           |           |
|  | Long An                  | Hà Nội                    | 2                        | 1 (3) |             |             |  |  |        |        |  |  |         |         |  |  |           |           |
|  | Long An                  | 28 tháng 6 – Nam Định     |                          | 1 (3) |             |             |  |  |        |        |  |  |         |         |  |  |           |           |
|  | Dược Nam Hà Nam Định (p) | 1 (5)                     |                          |       |             |             |  |  |        |        |  |  |         |         |  |  |           |           |
|  | Dược Nam Hà Nam Định (p) | 1 (5)                     | Dược Nam Hà Nam Định     | 3     |             |             |  |  |        |        |  |  |         |         |  |  |           |           |
|  | 30 tháng 3 – Bình Phước  |                           | Dược Nam Hà Nam Định     | 3     |             |             |  |  |        |        |  |  |         |         |  |  |           |           |
|  |                          | Bình Phước                | 0                        |       |             |             |  |  |        |        |  |  |         |         |  |  |           |           |
|  | Bình Phước (p)           | Bình Phước                | 0                        | 2 (8) |             |             |  |  |        |        |  |  |         |         |  |  |           |           |
|  | Bình Phước (p)           |                           | 4 tháng 7 – Nam Định     | 2 (8) |             |             |  |  |        |        |  |  |         |         |  |  |           |           |
|  | XSKT Cần Thơ             | 2 (7)                     |                          |       |             |             |  |  |        |        |  |  |         |         |  |  |           |           |
|  | XSKT Cần Thơ             | 2 (7)                     | Dược Nam Hà Nam Định     | 3     |             |             |  |  |        |        |  |  |         |         |  |  |           |           |
|  |                          |                           | Dược Nam Hà Nam Định     | 3     |             |             |  |  |        |        |  |  |         |         |  |  |           |           |
|  |                          | Hà Nội                    | 4                        |       |             |             |  |  |        |        |  |  |         |         |  |  |           |           |
|  |                          | Hà Nội                    | 4                        |       |             |             |  |  |        |        |  |  |         |         |  |  |           |           |
|  | 30 tháng 6 – Hà Nội      |                           |                          |       |             |             |  |  |        |        |  |  |         |         |  |  |           |           |
|  |                          |                           |                          |       |             |             |  |  |        |        |  |  |         |         |  |  |           |           |
|  | Hà Nội                   | 3                         |                          |       |             |             |  |  |        |        |  |  |         |         |  |  |           |           |
|  | Hà Nội                   | 3                         | 31 tháng 3 – Huế         |       |             |             |  |  |        |        |  |  |         |         |  |  |           |           |
|  |                          | Hồng Lĩnh Hà Tĩnh         | 1                        |       |             |             |  |  |        |        |  |  |         |         |  |  |           |           |
|  | Huế                      | Hồng Lĩnh Hà Tĩnh         | 1                        | 0     |             |             |  |  |        |        |  |  |         |         |  |  |           |           |
|  | Huế                      |                           | 27 tháng 10 – Hà Nội     | 0     |             |             |  |  |        |        |  |  |         |         |  |  |           |           |
|  | Hồng Lĩnh Hà Tĩnh        | 1                         |                          |       |             |             |  |  |        |        |  |  |         |         |  |  |           |           |
|  | Hồng Lĩnh Hà Tĩnh        | 1                         | Hà Nội                   | 3     |             |             |  |  |        |        |  |  |         |         |  |  |           |           |
|  |                          |                           | Hà Nội                   | 3     |             |             |  |  |        |        |  |  |         |         |  |  |           |           |
|  |                          | Thành phố Hồ Chí Minh     | 0                        |       |             |             |  |  |        |        |  |  |         |         |  |  |           |           |
|  |                          | Thành phố Hồ Chí Minh     | 0                        |       |             |             |  |  |        |        |  |  |         |         |  |  |           |           |
|  | 29 tháng 6 – Thanh Hóa   |                           |                          |       |             |             |  |  |        |        |  |  |         |         |  |  |           |           |
|  |                          |                           |                          |       |             |             |  |  |        |        |  |  |         |         |  |  |           |           |
|  | Thanh Hóa                | 1                         |                          |       |             |             |  |  |        |        |  |  |         |         |  |  |           |           |
|  | Thanh Hóa                | 1                         | 31 tháng 3 – Đà Nẵng     |       |             |             |  |  |        |        |  |  |         |         |  |  |           |           |
|  |                          | Hải Phòng                 | 2                        |       |             |             |  |  |        |        |  |  |         |         |  |  |           |           |
|  | SHB Đà Nẵng              | Hải Phòng                 | 2                        | 0     |             |             |  |  |        |        |  |  |         |         |  |  |           |           |
|  | SHB Đà Nẵng              |                           | 3 tháng 7 – Hải Phòng    | 0     |             |             |  |  |        |        |  |  |         |         |  |  |           |           |
|  | Hải Phòng                | 1                         |                          |       |             |             |  |  |        |        |  |  |         |         |  |  |           |           |
|  | Hải Phòng                | 1                         | Hải Phòng                | 0 (3) |             |             |  |  |        |        |  |  |         |         |  |  |           |           |
|  |                          |                           | Hải Phòng                | 0 (3) |             |             |  |  |        |        |  |  |         |         |  |  |           |           |
|  |                          | Thành phố Hồ Chí Minh (p) | 0 (5)                    |       |             |             |  |  |        |        |  |  |         |         |  |  |           |           |
|  |                          | Thành phố Hồ Chí Minh (p) | 0 (5)                    |       |             |             |  |  |        |        |  |  |         |         |  |  |           |           |
|  | 28 tháng 6 – Hà Nội      |                           |                          |       |             |             |  |  |        |        |  |  |         |         |  |  |           |           |
|  |                          |                           |                          |       |             |             |  |  |        |        |  |  |         |         |  |  |           |           |
|  | Viettel                  | 3 (3)                     |                          |       |             |             |  |  |        |        |  |  |         |         |  |  |           |           |
|  | Viettel                  | 3 (3)                     | 31 tháng 3 – Hưng Yên    |       |             |             |  |  |        |        |  |  |         |         |  |  |           |           |
|  |                          | Thành phố Hồ Chí Minh (p) | 3 (4)                    |       |             |             |  |  |        |        |  |  |         |         |  |  |           |           |
|  | Phố Hiến                 | Thành phố Hồ Chí Minh (p) | 3 (4)                    | 1     |             |             |  |  |        |        |  |  |         |         |  |  |           |           |
|  | Phố Hiến                 |                           |                          | 1     |             |             |  |  |        |        |  |  |         |         |  |  |           |           |
|  | Thành phố Hồ Chí Minh    | 2                         |                          |       |             |             |  |  |        |        |  |  |         |         |  |  |           |           |
|  | Thành phố Hồ Chí Minh    | 2                         |                          |       |             |             |  |  |        |        |  |  |         |         |  |  |           |           |

## Vòng loại
| Đồng Tháp                                      | 3–4      | Xi măng Fico Tây Ninh                                                |
| ---------------------------------------------- | -------- | -------------------------------------------------------------------- |
| - Nguyễn Thiện Chí 1', 89' - Lê Thành Phát 85' | Chi tiết | - Lê Đức Tài 41', 84' - Lương Quốc Thắng 71' - Hiệp Huỳnh Phúc 90+3' |

| Sanna Khánh Hòa Biển Việt Nam | 0–2      | An Giang                                        |
| ----------------------------- | -------- | ----------------------------------------------- |
|                               | Chi tiết | - Phạm Văn Lộc 16' - Nguyễn Trung Đại Dương 85' |

| Sài Gòn | 6–1      | Bình Định            |
| --- | -------- | -------------------- |
| - Nguyễn Hữu Sơn 33' - Nguyễn Ngọc Duy 41' - Lê Quốc Phương 44' - Trịnh Quang Vinh 71', 76' - Nguyễn Văn Ngọ 84' | Chi tiết | - Nguyễn Văn Văn 80' |

| Bình Phước | 2–2      | Xổ số kiến thiết Cần Thơ |
| --- | -------- | --- |
| - Phù Trung Phong 59', 85' | Chi tiết | - Nguyễn Văn Quân - Huỳnh Đức Thịnh 56' - Lâm Hải Đăng 74'                                                                                    |
| Loạt sút luân lưu |          | |
| - Huỳnh Văn Ly - Đào Tấn Lộc - Dương Văn Trung - Đặng Trần Hoàng Nhựt - Lâm Thuận - Lê Hữu Thắng - Lê Quyền Huy Tín - Điểu Giang | 8–7      | - Nguyễn Thanh Hiền - Nguyễn Văn Ngọc - Trần Đình Tiến - Nguyễn Văn Sơn - Trần Thanh Long - Nguyễn Văn Mạnh - Trần Tiến Anh - Huỳnh Đức Thịnh |

| Long An                                                        | 1–1      | Dược Nam Hà Nam Định                                                                    |
| -------------------------------------------------------------- | -------- | --------------------------------------------------------------------------------------- |
| - Hà Vũ Em 3'                                                  | Chi tiết | - Nguyễn Hữu Định 60' (ph.đ.)                                                           |
| Loạt sút luân lưu                                              |          |                                                                                         |
| - Phan Tấn Tài - Dương Anh Tú - Nguyễn Tài Lộc - Đoàn Hải Quân | 3–5      | - Nguyễn Hạ Long - Nguyễn Đình Mạnh - Trần Mạnh Hùng - Mai Xuân Quyết - Nguyễn Hữu Định |

| Phù Đổng | 0–1      | Quảng Nam             |
| -------- | -------- | --------------------- |
|          | Chi tiết | - Nguyễn Huy Hùng 61' |

| Đắk Lắk | 0–2      | Hoàng Anh Gia Lai                                 |
| ------- | -------- | ------------------------------------------------- |
|         | Chi tiết | - Nguyễn Phong Hồng Duy 27' - Trần Minh Vương 53' |

| Huế | 0–1      | Hồng Lĩnh Hà Tĩnh |
| --- | -------- | ----------------- |
|     | Chi tiết | - Lê Văn Nam 41'  |

| SHB Đà Nẵng | 0–1 | Hải Phòng   |
| ----------- | --- | ----------- |
|             |     | - Fagan 82' |

| Phố Hiến              | 1–2 | Thành phố Hồ Chí Minh                     |
| --------------------- | --- | ----------------------------------------- |
| - Nguyễn Xuân Nam 12' |     | - Ngô Hoàng Thịnh 3' - Phạm Văn Thành 17' |

## Vòng 16 đội
| Dược Nam Hà Nam Định                       | 3–0      | Bình Phước |
| ------------------------------------------ | -------- | ---------- |
| - Vũ Đức Nam 43' - Mai Xuân Quyết 79', 84' | Chi tiết |            |

| Than Quảng Ninh                                                                                      | 2–2 | Hoàng Anh Gia Lai                                                                                           |
| --- | --- | --- |
| - Trương Trọng Sáng 17' (l.n.) - Rod Dyachenko 85' (ph.đ.)                                           |     | - Nguyễn Văn Toàn 31' - Chevaughn Walsh 90+6'                                                               |
| Loạt sút luân lưu                                                                                    |     | |
| - Nghiêm Xuân Tú - Rod Dyachenko - Đào Nhật Minh - Phạm Trung Hiếu - Nguyễn Xuân Hùng - Lastro Neven | 4–5 | - Kim Bong-jin - Chevaughn Walsh - Triệu Việt Hưng - Nguyễn Văn Toàn - Vũ Văn Thanh - Nguyễn Phong Hồng Duy |

| Viettel                                                                              | 3–3 | Thành phố Hồ Chí Minh                                                                   |
| ------------------------------------------------------------------------------------ | --- | --------------------------------------------------------------------------------------- |
| - Nguyễn Trọng Hoàng 35' - Bruno 52' - Nguyễn Việt Phong 71'                         |     | - Huỳnh Kesley Alves 14', 88' (ph.đ.) - Ismahil Akinade 64'                             |
| Loạt sút luân lưu                                                                    |     |                                                                                         |
| - Vũ Minh Tuấn - Quế Ngọc Hải - Trần Ngọc Sơn - Nguyễn Đức Chiến - Nguyễn Việt Phong | 3–4 | - Trần Thanh Bình - Ismahil Akinade - Đỗ Văn Thuận - Ngô Tùng Quốc - Huỳnh Kesley Alves |

| Sông Lam Nghệ An | 2–2 | Quảng Nam |
| --- | --- | --- |
| - Hồ Tuấn Tài 43' - Damir 47' |     | - Hà Minh Tuấn 70', 79' |
| Loạt sút luân lưu |     | |
| - Hồ Khắc Ngọc - Trần Nguyên Mạnh - Olaha - Hồ Tuấn Tài - Nguyễn Quang Tình - Hoàng Văn Khánh - Võ Ngọc Toàn - Phạm Thế Nhật - Trần Đình Đồng - Lê Thế Cường - Damir | 8–9 | - Đinh Thanh Trung - Claudecir - Nguyễn Hoàng Quốc Chí - Ngô Quang Huy - Nguyễn Hồng Sơn - Lucas - Đinh Viết Tú - Đào Duy Khánh - Trịnh Văn Hà - Hà Minh Tuấn - Trần Đình Minh Hoàng |

| Thanh Hóa    | 1–2 | Hải Phòng                                 |
| ------------ | --- | ----------------------------------------- |
| - Gramoz 62' |     | - Jeremie Lynch 53' - Nguyễn Hữu Phúc 59' |

| Sài Gòn                                                              | 4–2 | An Giang                                 |
| -------------------------------------------------------------------- | --- | ---------------------------------------- |
| - Trần Văn Bửu 31' - Lê Quốc Phương 45+1' - Nguyễn Đình Bảo 88', 90' |     | - Võ Văn Công 59' - Ngô Hồng Phước 90+2' |

| Becamex Bình Dương                                                                 | 5–0 | Xi măng Fico Tây Ninh |
| ---------------------------------------------------------------------------------- | --- | --------------------- |
| - Nguyễn Tiến Linh 44', 88' - Hồ Sỹ Giáp 62' - Đoàn Tuấn Cảnh 77' - Hồ Tấn Tài 80' |     |                       |

| Hà Nội                                        | 3–1 | Hồng Lĩnh Hà Tĩnh     |
| --------------------------------------------- | --- | --------------------- |
| - Nguyễn Văn Dũng 19' - Phạm Đức Huy 51', 86' |     | - Phạm Tuấn Hải 90+2' |

## Vòng tứ kết
| Quảng Nam                                                                                      | 0–0 | Hoàng Anh Gia Lai                                                               |
| ---------------------------------------------------------------------------------------------- | --- | ------------------------------------------------------------------------------- |
|                                                                                                |     |                                                                                 |
| Loạt sút luân lưu                                                                              |     |                                                                                 |
| - Đinh Thanh Trung - Nguyễn Hoàng Quốc Chí - Ngô Quang Huy - Nguyễn Như Tuấn - Nguyễn Hồng Sơn | 5–4 | - Kim Bong-jin - Nguyễn Kiên Quyết - Trần Thanh Sơn - Vũ Văn Thanh - Lê Văn Sơn |

| Hải Phòng                                         | 0–0 | Thành phố Hồ Chí Minh                                                                  |
| ------------------------------------------------- | --- | -------------------------------------------------------------------------------------- |
|                                                   |     |                                                                                        |
| Loạt sút luân lưu                                 |     |                                                                                        |
| - Mpande - Fagan - Hoàng Vissai - Đậu Thanh Phong | 3–5 | - Đỗ Văn Thuận - Lê Hoàng Thiên - Trần Thanh Bình - Ngô Tùng Quốc - Huỳnh Kesley Alves |

| Dược Nam Hà Nam Định                                | 3–4 | Hà Nội                                                                  |
| --------------------------------------------------- | --- | ----------------------------------------------------------------------- |
| - Lê Sỹ Minh 3' - Lâm Anh Quang 53' - Gustavo 90+2' |     | - Nguyễn Văn Quyết 41', 58' (ph.đ.) - Omar 45+2' - Nguyễn Quang Hải 62' |

| Sài Gòn | 0–1 | Becamex Bình Dương  |
| ------- | --- | ------------------- |
|         |     | - Pedro Augusto 78' |

## Vòng bán kết
| Becamex Bình Dương | 1–2 | Quảng Nam                        |
| ------------------ | --- | -------------------------------- |
| - Wander 45'       |     | - Hà Minh Tuấn 76' - Rodrigo 83' |

| Hà Nội                                               | 3–0 | Thành phố Hồ Chí Minh |
| ---------------------------------------------------- | --- | --------------------- |
| - Omar 35' - Ngân Văn Đại 46' - Nguyễn Văn Quyết 75' |     |                       |

## Trận chung kết
| Quảng Nam                       | 1–2 | Hà Nội                            |
| ------------------------------- | --- | --------------------------------- |
| - Nguyễn Thành Chung 35' (l.n.) |     | - Nguyễn Văn Quyết 67' - Ibou 82' |

## Cầu thủ ghi bàn hàng đầu
Tính đến 28 tháng 3 năm 2019
| Thứ hạng | Cầu thủ | Câu lạc bộ | Số bàn thắng |
| -------- | ------- | ---------- | ------------ |

## Truyền hình
Các trận đấu tại Cúp Quốc gia 2019 được phát sóng trực tiếp trên kênh Bóng đá TV, Thể thao TV và Thể thao tin tức HD của VTVCab; SCTV16 và SCTV6 của SCTV.